# Pearyland II
|  | Denne artikel er oprettet af botten Steenthbot ud fra en ekstern database. Den kan derfor have sproglige fejl eller mangler. Denne skabelon kan fjernes efter kontrol af indholdet. |

Pearyland II er en dansk dokumentarisk optagelse fra 1948.

## Handling
Optagelser fra Dansk Pearyland Ekspeditions forberedende aktiviteter i Pearyland i det nordligste Grønland i sommmeren 1947. Heri bl.a. optagelser af afrejse fra Danmark i fly, etablering af lejr i Grønland og af isbjørn som bliver skudt tæt på lejren. Optagelserne blev brugt i filmene 'Vejen mod Nord' (Ib Dam, Hagen Hasselbalch, 1948) og Pearyland (Ib Dam, 1950).